# Генон, Рене
Рене́ Жан-Мари-Жозеф Гено́н (фр. René Jean-Marie-Joseph Guénon; 15 ноября 1886, Блуа, Франция — 7 января 1951, Каир, Королевство Египет) — французский философ, автор трудов по метафизике, традиционализму, символизму и инициации.
Рене Генон считается родоначальником интегрального традиционализма — направления мысли, фундамент которого составляет положение о существовании «Примордиальной традиции», или «Вечной Мудрости» (Sophia perennis, Санатана Дхарма). При этом Генон не использовал термин «традиционализм» и не связывал себя с конкретными направлениями философии, считая последнюю выражением индивидуальных «мнений».

## Биография

### Молодые годы. Знакомство с оккультизмом
Рене-Жан-Мари-Жозеф Генон родился недалеко от Парижа в городе Блуа, в католической семье архитектора Жан-Батиста Генона и Анны-Леонтины Жолли. Молодой Рене обучался в католической школе Нотр-Дам дез Эд. Затем, в 1902 году, он продолжает обучение в коллеже Огюстен-Тьерри, где получает звание бакалавра. В 1904 году он переезжает в Париж, где поступает в коллеж Роллена для изучения математики.
В 1906 году девятнадцатилетний Генон знакомится с оккультистом Жераром Анкоссом (Папюс), вступает в Орден мартинистов, но через некоторое время его исключают из него. В 1908 году он участвует в конгрессе масонов и спиритуалистов, где заводит новые знакомства и расширяет свои познания в области восточной философии. В 1909 году Генон был возведён в сан епископа «Гностической церкви» под именем Тау Палингениус (греч. «возрождённый», перевод имени René). В том же году он выступает с собственным учением в журнале La Gnose («Гнозис», 1909—1912), отмежёвываясь от своих прежних учителей.

### Встреча с суфийскими наставниками
В 1910 году 24-летний Генон знакомится с суфийской традицией через арабского богослова Абдер Рахмана эль-Кебира, шведского художника Ивана Агуэли (арабское имя Абд-эль-Хади, 1868—1917) и Леона Шампрено (Абд-эль-Хакк, 1870—1925). Кроме того, при посредстве графа Альбера де Пувурвиля (выступал под псевдонимом Матжиои, 1862—1939) Генон становится осведомлённым о традиции даосизма. Издатель и биограф Генона Поль Шакорнак писал: «Нам известно, что Генон не изучал восточные учения по книгам. По этому вопросу мы имели его категорическое свидетельство».
В 1912 году, совсем не думая о том, чтобы практиковать ислам, Генон посвящается в суфийский тарикат Шазилия, получив имя Абдель-Вахид Яхья (Служитель Единого). В статье «Заметки о Рене Геноне» на вопрос о том, почему Генон выбрал именно «исламский путь», а не какой-либо другой, Фритьоф Шуон отвечает, что у Генона собственно не было никакого выбора: инициатический характер христианских таинств он не признавал, буддизм в то время он считал гетеродоксальным учением, а индуистская инициация была ему недоступна из-за кастовой системы. Да и потом неизвестно, принял бы Генон ислам, не поселившись в мусульманской стране, так как он нуждался лишь в инициации: суфийский орден давал ему эту возможность, а также все необходимые и второстепенные сопутствующие детали. Таким образом, войдя в тарикат Шазилия, он выбрал именно инициацию, а не «исламский путь». В том же году Генон вступает в брак (по католическому обряду) с Бертой Лури.
В 1915 году он начинает преподавать философию и получает в Алжире (Сетиф) звание профессора. В 1917 году он возвращается в Париж и с 1924 по 1929 год читает лекции по философии в коллеже Сен-Луи.

### Выход в свет первых работ
В 1921 году выходит в свет первая работа Генона, посвящённая восточным метафизическим учениям, «Общее введение в изучение индуистских доктрин» («Introduction générale à l’étude des doctrines hindoues»), где декларируется ключевой элемент традиционализма — «перенниализм», постулат о «вечной философии», источником которого, по мнению Марка Сэджвика, являются не столько восточные доктрины, сколько ренессансный платонизм (хотя данная точка зрения является весьма спорной, о чём упомянул в своей рецензии венгерский традиционалист Роберт Хорват, утверждая что «вечная философия» — это распространенный термин средневековой схоластической мысли, не говоря уже о том, что существование некого универсального священного знания признавали и Платон, и неоплатоники, и арабские и индийские философы средневековья, такие как Ибн Сина и Шанкара; соответственно идеи, которые выражал Генон, — это не позднейшие порождения Возрождения и новоевропейского оккультизма, как пытается представить британский историк, а, пусть и не в такой радикальной форме как у Генона, распространенная точка зрения в интеллектуальных традициях домодернистской эпохи). Критика в адрес данного труда отмечала недостаток историзма в подходе, а также сведе́ние всей индуистской мысли к одной из даршан индуизма — веданте.
В 1920-е годы статьи Генона, несмотря на принятие им ислама, появлялись в католическом журнале Regnabit («Воцарится»), где он сотрудничал с Луи Шарбонно-Лассэ.
В работах «Теософизм — история псевдорелигии» («Le Théosophisme — Histoire d’une pseudo-religion», 1921) и «Заблуждение спиритов» («L’erreur spirite», 1923) Генон вводит такие важные для философии традиционализма понятия, как «контринициация», то есть инициация в «лжетрадицию» и «инверсия» (частный случай которой и есть контринициация), то есть переворачивание смыслов, когда, например, деградация считается прогрессом.
В 1920-х годах Генон опубликовал ещё ряд книг, в частности, развивающую идеи «Общего введения» работу «Человек и его осуществление согласно Веданте» («L’homme et son devenir selon la Védânta», 1925), а также «Кризис современного мира» («La crise du monde moderne», 1927). Последний труд был создан по предложению Гонзага Трюка (1877—1972), литературного директора издательства «Боссар» и друга Генона, как обобщение его статей, посвящённых критике современного Запада.

### Переезд в Каир. Продолжение литературной деятельности. Смерть
В 1930 году Генон переехал в Каир.
В 1930-е и 1940-е годы в Европе опубликованы такие труды Генона, как «Символизм креста» («Le symbolisme de la croix», 1931), «Множественные состояния бытия» («Les états multiples de l’Être», 1932), «Царство количества и знамения времени» («Le règne de la quantité et les signes des temps», 1945), «Заметки о посвящении» («Aperçus sur l’initiation», 1946) «Великая Триада» («La Grande Triade», 1946) и другие.
В 1944 и 1947 году у Генона родились две дочери, а 1949 году — сын (ещё один сын родился спустя четыре месяца после смерти Генона в 1951 году). В 1948 году Генон получил египетское гражданство. В 1950 году врачи заподозрили у него заражение крови. 7 января 1951 года Рене Генон умер, произнося перед смертью слово «Аллах» (Бог).

## Основные идеи

### Примордиальная традиция
Генон выступал адептом и толкователем некоего «вечного учения», «первоначальной истины» (фр. une vérité première) — Примордиальной (то есть «первопорядковой», «изначальной», «первозданной», от лат. primordialis) традиции. Примордиальная традиция — целостная совокупность метафизических знаний сверхчеловеческого происхождения, относящихся к области Высшего принципа, или Первопринципа (Абсолюта), к законам его проявления (циклической манифестации) и направленных на осуществление метафизической реализации, то есть реального отождествления человека с Высшим принципом путём приобщения к инициатической цепи посвящения. Истинное постижение этих знаний, воплощённых в символах, возможно лишь с помощью интеллектуальной интуиции, сверхрациональной, но не иррациональной. Согласно Генону, возникнув в легендарной Гиперборее, Примордиальная традиция в дальнейшем подвергается «оккультации», то есть сокрытию для большинства, и распадается на ряд частных традиционных форм.

### Эзотеризм и экзотеризм
Подлинный эзотеризм присущ только опирающимся на традицию метафизическим доктринам. Метафизика, в отличие от онтологии, не ограничивает свой горизонт Существованием (экзистенцией), и даже его принципом (бытием, или Единым), она простирается дальше — в область непроявленного, не охватываемого никакими положительными (а, следовательно, и устанавливающими границы) определениями. По мнению Генона, западные метафизические доктрины, в сравнении с восточными, ещё со времён греков были несколько «ущербными», неполными, «интеллектуально близорукими» (за исключением нёсших на себе отпечаток восточных влияний — александрийская школа, неоплатонизм), именно вследствие того, что, даже в лучшем случае, были лимитированы онтологией, то есть учением о бытии, но не обращались к сверхбытийному первоначалу, универсальному и бесконечному. Традиция не является частью «соответствующей» ей религии (например, суфизм, или тасаввуф, — ислама), напротив, религия — законный экзотерический посредник между эзотерической традицией и профанным «миром». Лишь индуизм, как считает Генон, не знает размежевания на эзотеризм и экзотеризм, представляя собой учение «чистой метафизики». К сугубо профаническим типам мировоззрения относятся, согласно Генону, современные философия и наука.

### Метафизика
Высший принцип, Брахман, тождествен Высшей «самости» (фр. Soi), или «личности», то есть Атману. Существование множества индивидуальных «эго» (фр. moi), а равно и количественной множественности вообще, обладает ограниченной степенью реальности и вызвано условиями низших уровней манифестации Атмана как общей и единой основы для всего проявленного. Подлинно реален только Принцип, понимаемый строго апофатически — «не-двойственный», «бес-конечный» и тому подобное. Генон утверждает примат его неманифестированных состояний («Не-Бытия», фр. Non-Être) по отношению к манифестированным. Бесчисленные «миры», или состояния манифестации, образованные тремя ступенями проявленности — плотной, тонкой и сверхформальной, — возникают в результате взаимодействия двух «сторон» непосредственного первоисточника проявления (Единого) — сущностной и субстанциальной (лат. materia prima), рассматриваемой Геноном как начало множественности и разделения, при том, что субстанция отражает на своём уровне универсальную «всевозможность» Принципа.

### Общая теория циклов
Проявление (манифестация) Высшего принципа происходит циклически. Две фазы этой манифестации — сгущение и растворение (лат. coagula et solve) — Генон уподобляет фазам дыхания или сердцебиения. «Расширение» Принципа определяет коагуляцию проявленного, а его «сжатие» — растворение проявленного, или пралайю, и возвращение к Принципу. Две указанные тенденции — нисходящая и восходящая — действуют постоянно и одновременно, несмотря на то, что видимым образом, во «внешней» истории проявляется, скорее, первая из них, состоящая в последовательном удалении от Принципа. Самый большой цикл проявления — Кальпа — лишь символически описывается в форме временной протяжённости, поскольку характеризует данный уровень манифестации в целом, время же является одним из определяющих условий частной, ограниченной области этого уровня. Только меньшие, вторичные циклы — Манвантары — непосредственно «длятся» в мире телесного проявления.

### Историософия
Основой историософии Генона является положение о закономерно нисходящем, деградирующем движении мирового процесса от первоначального «Земного рая» к окончательной катастрофе, которая, однако, станет моментом «переворачивания полюсов» и началом нового цикла. Актуальный цикл, Манвантара, состоит из четырёх периодов — Юг, соотношение длительностей которых составляет 4:3:2:1, и сейчас мы находимся в продвинутой стадии последнего из них, Кали-юги. Заключительный этап Кали-юги начался, возможно, в VI веке до нашей эры. Это важная граница, отмечающая конец многих традиционных цивилизаций, ставших отныне для историков малопонятными, и возникновение таких новых и «профанных» форм мышления, как, например, философия. Отклонение Запада от «нормального», традиционного строя существования окончательно определилось в XIV веке. Нынешний мир — «Царство количества», итог прогрессирующего оплотнения, «солидификации» космической среды, ослабления качественного начала и усиления количественного. Все разновидности человеческой деятельности — науки, искусства, ремёсла, даже денежное обращение, изначально осуществлявшиеся в связи с «надчеловеческими» принципами и опиравшиеся на традицию, приобретают, расходясь с ней, сугубо профанный характер.

### Кризис современного мира
В работе «Кризис современного мира» (1927) Генон оценивает состояние, к которому пришло человечество к началу XX столетия, как «Тёмный век», предвещавшийся всеми традиционными доктринами. Его черты даны автором в названиях глав книги ― «социальный хаос», «индивидуализм», «профаническая наука», «материальная цивилизация», примат «действия» над «знанием», «экспансия Запада».
Генон критикует присущие западной ментальности психологизм, то есть сведение метафизических концепций, например, такой категории, как «Самость», к индивидуальному и сугубо психологическому уровню, и морализм, то есть переоценка важности «нравственных законов», которые, согласно Генону, определяются, скорее, преходящими условиями и предрассудками того или иного социума. Отнюдь не чрезмерный «интеллектуализм», но, напротив, недостаток подлинной интеллектуальности свойственен современному вестерналистскому сознанию. Одним из выражений этого умственного упадка Генон считает такие доктрины, как спиритизм и теософия, или, точнее, «теософизм», поскольку истинная теософия ― это опирающиеся на христианство учения Бёме, Гихтеля, Эккартсгаузена, содержащие подлинно эзотерические черты. Теософизм же представляет собой искусственную компиляцию неправильно понятых элементов восточных и западных традиций (откуда, в частности, ложная идея реинкарнации индивидуальной души), сгруппированных вокруг нескольких теорий, например, «эволюции» и «прогресса», возникших лишь в Новое время. Выходом из того состояния, которое Генон называл «кризисом современного мира», может послужить формирование на Западе настоящей элиты, способной к восприятию метафизических принципов и к пониманию их первичности по отношению к любой профанной активности.

### Антропология
Антропология Генона основывается на тезисе об аналогии и, в конечном счёте, тождестве микрокосма (человека) и макрокосма (мира). Троичная структура человека (дух, душа, тело) отражает тройственность проявленности в Универсуме (Spiritus Mundi, Anima Mundi, Corpus Mundi). В нашем «мире», или состоянии проявления, человек, согласно Генону, занимает центральное положение. Однако манифестации в целом человеческое существо тождественно только в своём высшем состоянии «Универсального человека», по отношению к которому индивидуальный человек есть лишь частный модус его проявления.

### Инициация
Генон рассматривает различные аспекты инициации (посвящения), понимаемой как осознанный и упорядоченный процесс восприятия духовных влияний, протекающий в рамках традиционных инициатических организаций и имеющий целью достижение человеческим существом высших (сверхиндивидуальных) состояний «Универсального человека». В нынешний исторический период, согласно Генону, лишь инициация, передаваемая по цепи преемственности, открывает подобную перспективу. «Регулярной» инициации противостоят псевдоинициация и контринициация.

### Символизм и «традиционные науки»
Символы для Генона — это посредники между областью Высшего принципа и эмпирическим миром относительной реальности, одна из главных опор синтетического, интуитивного познания.
В основе символизма лежит аналогия всех уровней бытия. Все феномены «нашего» состояния проявления имеют главным своим значением символическое соответствие метафизическим принципам и высшим состояниям. Существует своеобразное перевёртывание значений при переходе, или транспозиции, от низшего к высшему, которое Генон называет «обратной аналогией». Символы многозначны, при этом низшее не может символизироваться высшим, а только наоборот.
В посмертном издании сборника статей Генона «Символы священной науки» («Symboles de la Science Sacrée», 1962) разнообразные символы сгруппированы в следующие разновидности: символы центра и мира, символы циклической проявленности, символическое оружие, символы космических форм, строительная символика, осевая символика и символика перехода, символика сердца. Один из наиболее ёмких и многозначных символов — крест, образ «Универсального человека» и, одновременно, множественности состояний Сущего). Все так называемые «традиционные науки» (алхимия, астрология, «священная геометрия», исламская и каббалистическая «наука о буквах») имеют символический смысл.

## Оценки Генона
Идеи Рене Генона повлияли существенным образом на многих представителей философской мысли.
Работы Генона отличаются фундаментальной критикой современного мира и призывом к интеллектуальной реформации. Он по-новому оценивает метафизику, традиционные науки, символизм и пути духовной реализации, подвергает резкой критике психологические теории и различные формы иррационализма. Как и основоположник фундаментальной онтологии Мартин Хайдеггер, понимает современность как завершение цикла и преддверие новой исторической эпохи.
Известный эзотерик и суфий Мишель Вальзан сказал однажды: «Явление Рене Генона — самое большое интеллектуальное чудо со времен Средневековья». По замечанию одного из мыслителей-традиционалистов, Фритьофа Шуона, Рене Генон был «пневматиком» в гностическом смысле этого слова, то есть воплощал в себе «духовный архетип», обладая врождённым знанием, которое для других людей является лишь целью, но не отправной точкой.
В книге Повеля и Бержье «Утро магов» (1960) утверждается, что «фашизм — это генонизм плюс танковые дивизии». Однако, оценивая соотношение теорий Генона и фашистской идеологии, следует иметь в виду, что Генон избегал высказываний по актуальным политическим вопросам своего времени и выражения поддержки каких-либо партий и движений. В работе «Символизм креста» (1931), обращаясь к традиционному символу свастики, образу неподвижного Принципа, «вращающего» мир, он иронически упоминает германских «расистов», сделавших из свастики знак антисемитизма, что является совершенно произвольным и антитрадиционным.
Несмотря на то, что Генон рассматривал свой переход в ислам как сугубо личный выбор, с его именем часто связывают идею «возврата к традиции» путём исламизации, при том, что европейские «новые правые» не одобряют данную идею.

## Публикации
- «Общее введение в изучение индуистских доктрин» («Introduction générale à l’étude des doctrines hindoues», 1921)
- «Теософизм — история псевдорелигии» («Le Théosophisme — Histoire d’une pseudo-religion», 1921)
- «Заблуждение спиритов» («L’erreur spirite», 1923)
- «Восток и запад» («Orient et Occident», 1924)
- «Человек и его осуществление согласно Веданте»
- «Эзотеризм Данте» («L’ésotérisme de Dante», 1925)
- «Царь Мира»
- «Кризис современного мира» («La crise du monde moderne», 1927)
- «Духовное владычество и мирская власть» («Autorité Spirituelle et Pouvoir Temporel», 1929)
- «Святой Бернар» («Saint-Bernard», 1929)
- «Символизм креста»
- «Множественные состояния бытия»
- «Восточная метафизика» («La metaphysique orientale», 1939)
- «Царство количества и знамения времени»
- «Заметки о посвящении»
- «Принципы вычисления бесконечно малых» («Les principes du calcul infinitésimal», 1946)
- «Великая Триада»

### Посмертные издания
- «Инициация и духовная реализация» («Initiation et réalisation spirituelle», 1952)
- «Взгляд на христианский эзотеризм» («Aperçus sur l’ésotérisme chrétien», 1954)
- «Символы священной науки» («Symboles de la Science Sacrée», 1962)
- «Очерки о масонстве и компаньонаже» («Études sur la Franc-Maçonnerie et le Compagnonnage», 1964)
- «Очерки об индуизме» («Études sur l’Hindouisme», 1966)
- «Традиционные формы и космические циклы» («Formes traditionelles et cycles cosmiques», 1970)
- «Заметки об исламском эзотеризме и даосизме» («Aperçus sur l’ésotérisme islamique et le Taoïsme», 1973)
- «Comptes rendus», 1973
- «Mélanges», 1976

### Публикации на русском языке
- Генон Р. Человек и его осуществление согласно Веданте. Восточная метафизика / Рене Генон; Пер. с франц. Н. Тирос. — М.:Беловодье, 2004. — ISBN 5-93454-052-1 (в пер.)
- Генон Р. Символы священной науки / Рене Генон; Пер. с франц. Н. Тирос. — М.:Беловодье, 2004. — 480 с. — ISBN 5-93454-053-X (в пер.)
- Генон Р. Восток и Запад / Рене Генон; Пер. с франц. Т. Любимовой. — М.:Беловодье, 2005. — ISBN 5-93454-059-9 (в пер.)
- Генон Р. Заметки об инициации // Символика креста / Рене Генон; Пер. с франц. Т. М. Фадеевой. — М.: Прогресс-Традиция, 2008. — 704 с. — ISBN 5-89826-196-6. (в пер.)
- Генон Р. Кризис современного мира / Рене Генон; Пер. с франц. — М.: Эксмо, 2008. — 784 с. — (Антология мысли). — 3000 экз. — ISBN 978-5-699-30172-0. (в пер.)

- Генон Р. Царь мира. Очерки о христианском эзотеризме / Рене Генон; Пер. с франц. Н. Тирос. — М.:Беловодье, 2008. — ISBN 978-5-93454-087-7 (в пер.)
- Генон Р. Масонство и компаньонаж: Легенды и символы вольных каменщиков / Рене Генон; Пер. с франц. Д. Зеленцов. — Воронеж: TERRA FOLIATA, 2009. — 192 с. — ISBN 5-89981-611-2, ISBN 978-5-89981-611-6. (в пер.)

- Генон Р. Великая Триада / Рене Генон; Пер. с франц. Т. Любимовой. — М.:Беловодье, 2010. — (серия Избранные произведения) — ISBN 978-5-93454-130-0 (в пер.)
- Генон Р. Царство количества и знамения времени / Рене Генон; Пер. с франц. Т. Любимовой. — М.:Беловодье, 2011. — (серия Избранные произведения) — ISBN 978-5-93454-142-3 (в пер.)
- Генон Р. Духовное владычество и мирская власть //  = Autorite Spirituelle et Pouvoir temporel / Рене Генон; Пер. с франц. Н. Тирос. — М.: Беловодье, 2012. — 196 с. — 1000 экз. — ISBN 9-785934-541607. (в пер.)

- Генон Р. Множественные состояния бытия / Пер. с франц. Ю. Темникова // Волшебная Гора: Традиция, Культура, Религия, № XIV, — М.: Волшебная Гора, — 2007, с. 140—212. — ISSN 18136028
- Генон Р. Множественные состояния бытия (сборник) / Рене Генон; Пер. с франц. Т. Любимовой. — М.: Беловодье, 2012. — ISBN 978-5-93454-153-9 (в пер.)
- Генон Р. Наука чисел. Наука букв (комплект из 2-х книг) / Рене Генон; Пер. с франц. В. Быстрова. — СПб.: Владимир Даль, 2013. — ISBN 978-5-93615-126-2, ISBN 978-5-93615-128-6 (в пер.)
- Генон Р. Общее введение в изучение индусских учений / Рене Генон; Пер. с англ. М. Маковчика. — М.: Беловодье, 2013. — 321 с. — ISBN 978-5-93454-173-7 (в пер.)
- Генон Р. Теософизм: История одной псевдорелигии — М.: Тотенбург, 2017. — 344 с. А. Игнатьев, перевод с французского.— ISBN 978-5-9216-2221-0
- Генон Р. Заблуждения спиритов.— М.: Тотенбург, 2017. — 378 с. А. Игнатьев, перевод с французского.— ISBN 978-5-9216-2224-1
- Генон Р. Инициация и духовная реализация.— М.: Тотенбург, 2020. — 248 с. Перевод с франц. В.Ванюшкиной и О. Молотова. — ISBN 978-5-9216-2329-3